# Сан-Мамеде (Лиссабон)
Сан-Мамеде (порт. São Mamede) — район (фрегезия) в Португалии, входит в округ Лиссабон. Является составной частью муниципалитета Лиссабон. Находится в составе крупной городской агломерации Большой Лиссабон. По старому административному делению входил в провинцию Эштремадура. Входит в экономико-статистический субрегион Большой Лиссабон, который входит в Лиссабонский регион. Население составляет 6004 человека на 2001 год. Занимает площадь 0,60 км².
Покровителем района считается Святой Мамеде (порт. São Mamede).

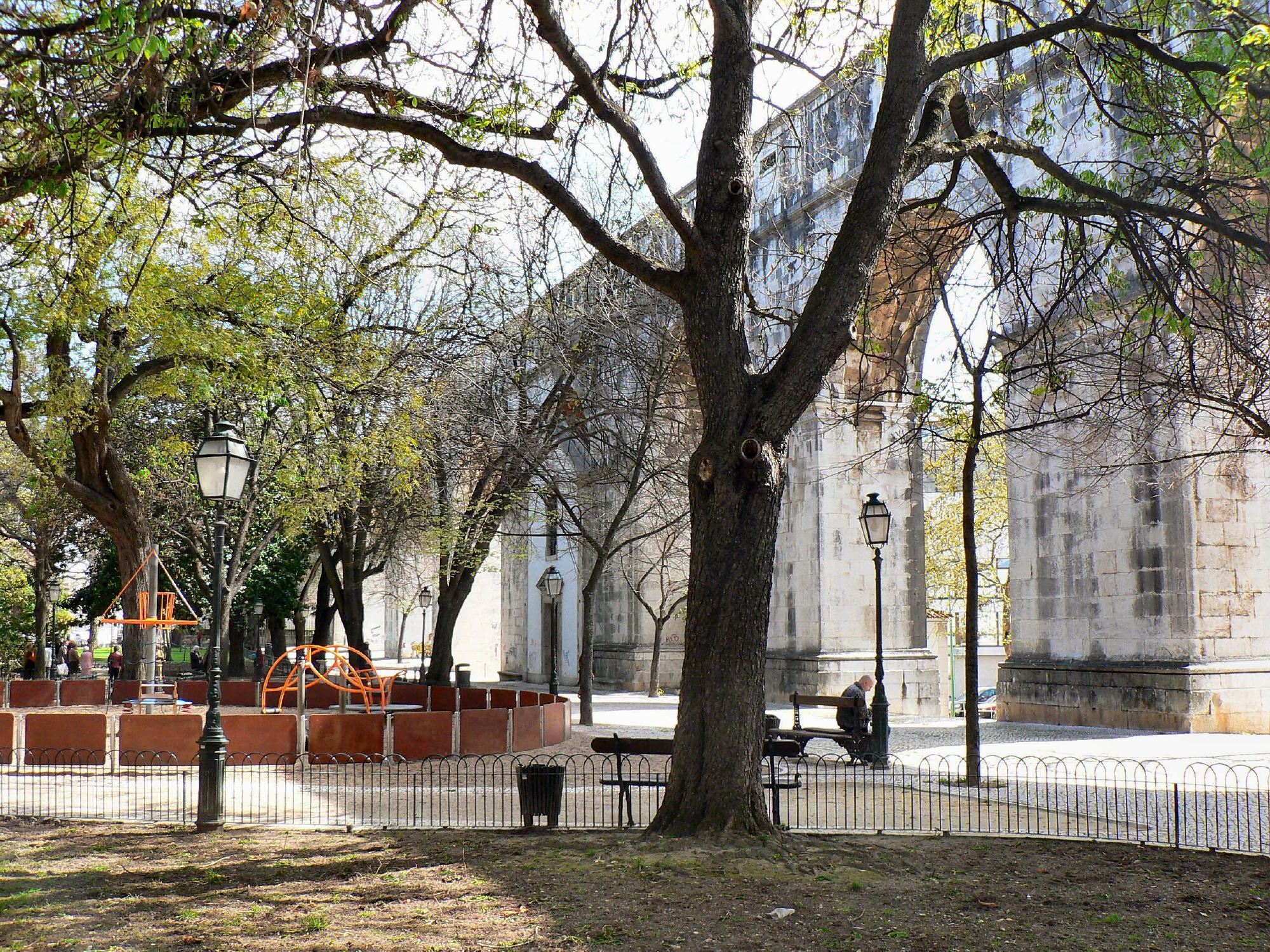
Вид